# Curtis Bean Dall
Curtis Bean Dall (Nueva York, 24 de octubre de 1896-Beaufort, 28 de junio de 1991) fue un agente de bolsa, escritor y teórico de la conspiración estadounidense que fue el primer marido de Anna Eleanor Roosevelt, hija de Franklin D. Roosevelt y Eleanor Roosevelt.

## Vida y carrera
Curtis Bean Dall nació en la ciudad de Nueva York, hijo de Charles Austin Dall y Mary Bean, y creció en una granja en el municipio de Piscataway, Nueva Jersey. Asistió a la Universidad de Princeton, y luego sirvió en la Primera Guerra Mundial, donde Dall recibió el encargo de alférez en aviación naval y sirvió en Francia, presenciando la llegada del presidente Woodrow Wilson a Brest.
Tras volver de la guerra, Dell se convirtió en agente de bolsa. Dell contrajo matrimonio con Anna Eleanor Roosevelt, hija de Franklin D. Roosevelt y Eleanor Roosevelt, en 1926. Dado que Dall era prominente en los círculos de Wall Street, su relación con sus suegros era tensa, pero escribió que siempre se llevó bien con FDR. Los Dall tuvieron dos hijos: Anna Roosevelt Dall («Sistie», nacida en 1927) y Curtis Roosevelt Dall («Buzzie», nacido en 1930). Curtis y Anna Roosevelt Dall se divorciaron en julio de 1934.
Aunque inicialmente intentó ser leal a la Casa Blanca de Roosevelt, pronto se hicieron evidentes diferencias irreconciliables tanto filosóficas como de temperamentos. Según Dall, cuando FDR asumió la presidencia, Anna ya quería terminar el matrimonio, pero debido a preocupaciones de imagen acordó permitir que el hermano de Anna, Elliott Roosevelt, obtuviera «el primer divorcio de la Casa Blanca» en 1933. Posteriormente, a Dall se le permitió un contacto limitado con la familia Roosevelt y los dos hijos de Anna con él.
Curtis Bean Dall es más conocido por su libro FDR: My Exploited Father-in-Law, en el que habla de su exsuegro, y cuyo subtítulo, My Exploited Father-in-Law («Mi suegro explotado»), se refiere a la creencia de Dall de que el poder corrupto de la élite bancaria de la época manipularon a FDR. En referencia a la Gran Depresión de la década de 1930, afirma: «En realidad, fue un 'corte' calculado de la población por parte de los poderes monetarios mundiales, provocado por la escasez repentina planificada de la oferta de dinero a la vista en el mercado monetario de Nueva York». Según Dall, estas «fuerzas siniestras», representadas en parte por Louis Howe, Bernard Baruch, Louis Brandeis, Felix Frankfurter y Henry Morgenthau, estaban al servicio de la «dictadura sin Dios» de un «súper Estado de una moneda, un mundo».
Dall se convenció de que una conspiración global «malvada», que remontaba a los Illuminati, controlaba en secreto la historia para su propio enriquecimiento. Escribió: «He representado al 'Goliat' aquí, y he creado una 'piedra para Goliat', por así decirlo ... Mírenlo: la Junta de la Reserva Federal con sus sombrías nuevas contrapartes internacionales, el Consejo de Relaciones Exteriores. (CFR), el remoto Grupo Bilderberg del príncipe Bernardo y, por último, su desacreditado títere, las autodenominadas Naciones Unidas».
Las memorias de Dall aportan poco a la historia del New Deal y omiten su relación con Anna. La correspondencia de Eleanor Roosevelt y Anna revela que detestaban a Dall, quien admitió estar en términos ásperos con Howe y otros asesores de FDR. Las memorias de Dall contienen también lo que Dall afirmó fueron sus conversaciones con el comandante George Earle, quien mientras servía en Estambul en 1943 intentó negociar una paz separada con los alemanes Wilhelm Canaris y Franz von Papen; y con el almirante Husband E. Kimmel, quien creía que la Casa Blanca lo había inculpado deliberadamente por el ataque a Pearl Harbor. Fue entrevistado por el cineasta Anthony J. Hilder sobre FDR y el ataque a Pearl Harbor.
Dall fue presidente de la junta de Amalgamated Broadcasting System.
Después de la Segunda Guerra Mundial, Dall se mudó a Texas y gradualmente se involucró con elementos de la extrema derecha estadounidense. Dall se involucró con «los infortunados esfuerzos de la derecha racista de formar un tercer partido» en 1960, cuando el Partido de la Constitución presentó al general de brigada del Cuerpo de Marines retirado Merritt B. Curtis para presidente y Dall para vicepresidente. En 1968, su nombre fue presentado para las primarias de Nuevo Hampshire.
Dall luego fue miembro de la Junta Asesora Nacional de la Christian Crusade («Cruzada Cristiana») y presidente de la Junta de Políticas del Liberty Lobby («Lobby por la Libertad»). En 1971, fue presidente del Liberty Lobby.
Murió en Beaufort, Carolina del Sur en 1991, a los 94 años.

### Libros
- Dall, Curtis Bean (1967). F.D.R.: My Exploited Father-in-Law (en inglés). Tulsa, Oklahoma: Christian Crusade Publications. ISBN 978-1937787288.

### Entrevistas
- Hilder, Anthony J. (1991). The War Lords of Washington (Secrets of Pearl Harbor): An Interview with Col. Curtis B. Dall (en inglés). Spotlight. ISBN 978-0935036435.